# Aritranis nigripes
Aritranis nigripes är en stekelart som först beskrevs av Johann Ludwig Christian Gravenhorst 1829.  Aritranis nigripes ingår i släktet Aritranis och familjen brokparasitsteklar. Arten är reproducerande i Sverige. Inga underarter finns listade.